# 日本トランポリン協会
社団法人日本トランポリン協会（にほんトランポリンきょうかい、Japan Trampoline Association：JTA）は、過去に存在した文部科学省（スポーツ・青少年局競技スポーツ課）所管の公益法人。日本体操協会・日本体育協会に加盟していたトランポリンの中央競技団体。
2012年度からは日本体操協会に統合され、そののち日本体操協会事業委員会トランポリン部門となっている。

## 概要
- 主な目的：トランポリン、トランポリン競技の普及・振興
- 沿革：1995年（平成7年）2月　設立
- 代表者：会長　森喜朗
- 本部所在地：東京都町田市本町田1158-1

## 主な大会
- 全日本トランポリン競技選手権大会

## バッヂテスト
日本トランポリン協会では初心者が自分の上達を確認できるように1級から5級までのバッヂテストを実施している。また、5級が一番簡単で4段まである。
| 順番 | 5級           | 4級               | 3級            | 2級                | 1級                |
| 1    | 腰落ち        | 腰落ち            | 腰落ち         | 1/2捻り腰落ち      | 1回捻り腰落ち      |
| 2    | 膝落ち        | よつんばい落ち    | 腹落ち         | スイブル・ヒップス | スイブル・ヒップス |
| 3    | 1/2捻り腰落ち | 腹落ち            | 立つ           | 腹落ち             | 1/2捻り立つ        |
| 4    | 立つ          | 膝落ち            | 閉脚跳び       | 腹落ち             | 開脚跳び           |
| 5    | 1/2捻り跳び   | 立つ              | よつんばい落ち | 立つ               | 1/2捻り腹落ち      |
| 6    | 抱え跳び      | 開脚跳び          | 腰落ち         | 閉脚跳び           | ターン・テーブル   |
| 7    | 腰落ち        | 腰落ち            | 1/2捻り腹落ち  | 腹落ち             | 立つ               |
| 8    | 1/2捻り膝落ち | 1/2捻りよつんばい | 立つ           | 腰落ち             | 抱え跳び           |
| 9    | 腰落ち        | 1/2捻り腰落ち     | 開脚跳び       | ローラー           | 1回捻り跳び        |
| 10   | 立つ          | 立つ              | 1回捻り跳び    | 立つ               | 反動閉脚跳び       |

初段
5級→4級→3級→2級→1級の順に全て通す。
2段
1級→2級→3級→4級→5級の順に全て通す。
3段
5級→4級→3級→2級→1級→2級→3級→4級→5級の順に全て通す。
4段
1級→2級→3級→4級→5級→4級→3級→2級→1級の順に全て通す。